# Varoddbrua
Varoddbrua jsou dva souběžně vedené silniční mosty, přemosťující fjord Topdalsfjorden u města Kristiansand v norském kraji Agder. Jsou pojmenovány po poloostrově na západním pobřeží fjordu a oba jsou součástí Evropské cesty 18.
Visutý most Gamle Varoddbrua je z dvojice mostů starším, byl postaven v 50. letech 20. století a otevřený v roce 1956. Celkově má most 8 polí, po dokončení se hlavní s délkou rozpětí 337 m stalo nejdelším v zemi. Celková délka mostu je 618 m, výška pylonů je 70 m. Výškový rozdíl mezi nejvyšším bodem mostovky a hladinou fjordu je 30 m. 
Nový most Nye Varoddbrua byl postaven v 90. letech jako letmo betonovaný (stavěný postupně po lamelách) komorový nosník a otevřen byl v roce 1993. Celková délka mostu je 660 m, nejdelší ze čtyř polí s délkou rozpětí 260 m bylo do dokončení mostu Stolmabrua nejdelším svého druhu v zemi. Výškový rozdíl mezi mostovkou a hladinou fjordu je 32 m}. Do dokončení nového mostu sloužil starý pro oba směry silničního provozu, dnes starý slouží pouze pro provoz směřující na východ.
V současné době probíhá výstavba nového mostu. Ten nahradí původní visutý most, který již kapacitně nevyhovuje. Nový most má být dokončen v roce 2020 a půjde taktéž o letmo betonovaný komorový nosník.